# Ulls de foc
Ulls de foc (títol original: Firestarter) és una pel·lícula estatunidenca dirigida per Mark L. Lester, estrenada l'any 1984. Ha estat doblada al català.

## Argument
Andy McGee (David Keith) i Victoria "Vicky" Tomlinson (Heather Locklear), es sotmeten a una experiència dirigida pel Dr. Joseph Wanless (Freddie Jones), l'objectiu de la qual és la injecció del "Lot 6" (una droga que estimula la glàndula pituïtària), que permet a la cobaia adquirir diferents poders psíquics.
El que Andy i Vicky no s'esperaven, era tenir una filla, Charlene, anomenada "Charlie" (Drew Barrymore), dotada d'una increïble bellesa, però també d'un terrorífic poder: la piroquinèsia.
Aquest poder li permet d'incendiar el que sigui només amb el seu pensament.
Vuit anys més tard, Vicky és assassinada per agents d'una agència governamental secreta, « El Laboratori », comandat per l'ambiciós Capità Hollister (Martin Sheen). Després d'haver deixat cecs dos agents del Laboratori que intentaven segrestar Charlie, amb els seus poders telequinètics, Andy i ella fugen. Aleshores apareix John Rainbird (George C. Scott), un home implacable i sàdic, que vol Charlene només per ell, i matar-la amb les seves pròpies mans.
Perseguits per una gran part dels agents del Laboratori, Andy i Charlie es refugien en la granja dels Manders (Art Carney i Louise Fletcher). Però aviat els agents els troben i Charlie en mata un gran nombre. Expulsats pels Manders, Andy i Charlie es refugien en una cabana aïllada que pertanyia al pare d'Andy. Després d'haver suprimit el Dr. Wanless mentre dormia, Rainbird els troba i els segresta, després d'haver-los injectat bales tranquil·litzants.

## Repartiment
- David Keith: Andrew "Andy" McGee
- Drew Barrymore: Charlene "Charlie" McGee
- Freddie Jones: Dr. Joseph Wanless
- Heather Locklear: Victoria "Vicky" Tomlinson McGee
- Martin Sheen: Cap. Hollister
- George C. Scott: John Rainbird
- Art Carney: Irv Manders
- Louise Fletcher: Norma Manders
- Moses Gunn: Dr. Pynchot

## Rebuda
La pel·lícula ha conegut un èxit comercial limitat, informant aproximadament 17 milions de dòlars al box-office a Amèrica del Nord per un pressupost de 15 milions $.
Ha rebut une rebuda de la crítica prou desfavorable, recollint un 41 % de crítiques positives, amb una nota mitjana de 5,1/10 i sobre la base de 22 crítics, en el lloc Rotten Tomatoes.

## Al voltant de la pel·lícula
- La pel·lícula, en principi, havia de ser dirigida per John Carpenter, però després del fracàs comercial de The Thing, els productors de la Universal li van retirar el projecte.

## Premis i nominacions
- Nominació al premi a la millor pel·lícula de terror i millor interpretació per una jove actriu (Drew Barrymore), en els Premis Saturn 1985.